# Mike Jones (fodbolddommer)
 Der er flere personer med dette navn, se Mike Jones.
Michael "Mike" J. Jones (født 18. april 1968) er en engelsk fodbolddommer fra Chester. Han har dømt i den bedste engelske fodbolddrække Premier League siden 2008, men han har aldrig været nomineret til at dømme internationalt under FIFA.
| Biografi | Spire Denne biografi om en fodbolddommer er en spire som bør udbygges. Du er velkommen til at hjælpe Wikipedia ved at udvide den. |